# 網易
網易（ネットイース、NetEase、163.com、126.com、yeah.com、ワンイー、拼音: WǎngYì、SEHK: 9999, NASDAQ: NTES）は、オンラインサービスを提供する中国のテクノロジー会社。1997年に丁磊(William Ding)によって設立。PCゲーム・モバイルゲームの開発・運営、ネット広告、電子メールサービスや電子商取引プラットフォームなど多数の事業を保有。グローバルで最大規模のビデオゲーム会社の一つである。オンデマンド音楽ストリーミングサービスのNetEase Cloud Musicも展開。

## 概要
- 1997年6月：丁磊により広州で設立。ポータルサイトやオンラインゲーム、ブログ、電子メール、越境Eコマース、オンライン教育、読書APP、SNS、音楽プラットホーム、翻訳サービスなどを複数事業を保有展開。
- 1998年1月：フリーメールサービスを運営。
- 2000年6月：NASDAQに上場。
- 2001年12月：オンラインRPG『大話西遊Online』を自主開発。
- 2004年：創業者でチーフアーキテクトの丁磊が、情報技術の革新的な活用が評価され、「Wharton Infosys Business Transformation」賞を受賞した。丁磊はネットイースの設立後、中国で最も裕福な個人の一人となった。
- 2008年：compete.comの調査では163.comのドメインは2008年までに少なくとも年間180万人の訪問者を集めていた[1]。
- 2010年：大学のオンライン公開講座 网易公开课を開始。
- 2010年：アレクサ・インターネットランキングによるとサイトは世界で28番目に多く訪問されており[2]、2010年8月には27番目に上昇し、AOL、BBC、Flicker、Craigslist、Apple、CNN、LinkedIn、Adobe、CNet、ESPNのウェブサイトより多くのトラフィックを引き寄せていた。
- 2015年1月：グループ会社のHQG Ltdが提供する越境Eコマースのサービス、「ネットイースコアラ」(KAOLA.COM)を運営開始。
- 2017年：アメリカのマーベル・コミックと中国のスーパーヒーローを題材にしたコミックを開発することで合意し、さらに、『アメイジング・スパイダーマン』『キャプテン・アメリカ』『ガーディアンズ・オブ・ギャラクシー』などのマーベル社のコミック12作をオンライン販売する[3]。 これにより、マーベルの『エージェント・オブ・アトラス』のタイアップ漫画『Aero』が出版される。
- 2017年11月：日本支社 HQG Japan株式会社（所在地：品川）を設立し、日本での中国越境Eコマースの認知拡大、商品の仕入れ活動を本格化。
- 2018年：Bungieに1億ドルを投資し、Bungieの少数株と取締役会の席を獲得[4]。同年12月にニュージーランドのデベロッパー「A44」（旧称Aurora 44）に出資し[5]、漫画事業をbilibiliに売却[3]。
- 2019年：クアンティック・ドリームの少数株を取得[6]。
- 2020年6月5日：中国の広州ならびに日本の東京を拠点とする次世代家庭用ゲーム制作スタジオ「桜花スタジオ」を設立[7]。
- 2020年6月11日：香港証券取引所に上場（NASDAQ市場との重複上場）[8]。

## 網易のサービス一覧
- ネットイースメール
- ネットイース新聞アプリ：網易新聞
- 有道：辞書、翻訳アプリ、学習アプリなど
- ECプラットフォーム：ネットイースコアラ （越境Eコマース）、網易厳選（B2Cコマース）
- 音楽ストリーミング：網易雲音楽
- ネットイースゲーム：陰陽師、夢幻西遊、荒野行動、第五人格、機動都市X、MARVELSuperWarなど
- 農業事業：網易味央

### NetEase Games
2001年に発足。2002年に網易の在线游戏（在線遊戯、Online Game）事業部がグループ会社である广州网易互动娱乐有限公司（広州網易互動娯楽有限公司、NetEase Interactive Entertainment）になった。2007年、杭州に雷火事業群が設立された。
- 互动娱乐事業群
  - 大话事業部 - 前身は大话工作室。代表作『大话西游』シリーズ、『大航海之路』、『決戦平安京』
    - 君子居工作室
    - 天行健工作室
    - 赤子心工作室
    - 好望角工作室

  - 梦幻事業部 - 前身は梦幻事業部工作室。代表作『梦幻西游』シリーズ
    - 秦坦工作室
    - 倚天工作室 - 代表作『大唐无双』
    - Gaia工作室
    - 战魂工作室 - 代表作『镇魔曲』

  - 天下事業部 - 代表作『天下』シリーズ、『荒野行動』、『神都夜行禄』
    - 香格里拉工作室 - 代表作『天下贰』
    - Black Tech工作室
    - 銀河工作室 - 代表作『英雄三国』
    - Inception工作室 - 代表作『无尽战区』

  - 奇点事業部 - 前身は天下事業部のBlack Hole工作室。代表作『明日之後』『暗黒破壊神不朽』
    - 星雲工作室

  - 海神事業部 - 前身は夢幻事業部の工作室。代表作『軒轅剣』『陰陽師:百聞牌』
    - MIRAI工作室
    - 飞羽工作室 - 代表作『大话西游3』
    - Atlas工作室

  - Zen事業部 - 前身は海神事業部のZen工作室。代表作『陰陽師』
    - Portkey工作室 - 代表作『ハリー・ポッター 魔法の覚醒』

  - 第十事業部 - 前身は海神事業部の第十工作室。代表作『率土之浜』『无尽的拉格朗日』
    - 率土工作室
    - 百源工作室

  - 神迹事業部 - 前身は在线游戏事業部のinstinct工作室。代表作『天下 HD』『龙剑』『神都夜行禄』
    - Starry工作室

  - 水滴事業部 - 前身は神迹事業部のHEX工作室。代表作『一夢江湖』
  - JOKER事業部 -  前身は神迹事業部の工作室。代表作『第五人格』
    - Mask工作室

  - ACE事業部 - 代表作『猫と老鼠』
    - Seven工作室
    - Eight工作室

  - 花火事業部 - 2021年に北京に設立されたMMOとメタバースの研究開発部門。2022年に解散。[9]
  - 在线游戏事業部 - 代表作『光明大陸』『終結者2』
    - 战趣工作室
    - F工作室 - 代表作『突击英雄』
    - 文創中心
    - 藏宝阁
    - 桜花スタジオ(櫻華工作室) - 日本。ネットイース初の家庭用ゲーム制作を主目的とした開発スタジオ。[10]

  - 合作産品部 - Blizzard以外のライセンス供与されたオンラインゲームを運営。
    - アルファ工作室、ベータ工作室、ガンマ工作室、デルタ工作室など

  - その他の主な工作室
    - 01工作室 - 2008年に北京に設立された。代表作『三国天下』
    - G工作室 - 代表作『精灵传说』『精灵牧场』
    - 登山工作室 - 代表作『iTown』『疯狂石头』『篮球也疯狂』
    - 飞飞工作室 - 代表作『新飞飞』
    - 浚源工作室 - 代表作『战音OL』
    - 青龙工作室 - 代表作『斩魂』
    - 创世工作室 - 代表作『创世西游』
    - 方舟工作室 - 代表作『大唐豪侠』
    - XTORM工作室 - 代表作『宠物王国』
    - 蚂蚁工作室 - 代表作『易三国』
- 雷火事業群 - 2007年に杭州に設立。
  - 雷火事業部
    - 応龍工作室 - 代表作『天谕』シリーズ(元は盘古工作室が開発)
    - 24工作室 - 代表作『永劫无间』
    - 祝融工作室 - 代表作『逆水寒』シリーズ
    - 不鳴工作室 - 代表作『战意』
    - 桃源工作室 - 代表作『忘川风华录』
    - 女媧工作室 - 代表作『倩女幽魂』シリーズ(元は雷火工作室が開発)
    - 他に雷霆工作室、雷炎工作室、饕餮工作室などの工作室がある。

  - 星球項目部 - ブロックチェーン研究部門。
  - 伏羲遊戯AI実験室 - AI研究部門。
  - 盘古游戏部 - 『天谕』シリーズを開発。2018年、雷火事業部と合併して消滅。
- その他
  - 网之易 - 上海网之易网络科技发展有限公司。Blizzardからライセンス供与されたゲームを運営や共同開発。
  - 名越スタジオ（名越工作室） - 株式会社名越スタジオ。ネットイースの100%出資の下で元セガ所属の名越稔洋が2022年に日本で設立。
  - NetEase Games Montréal（蒙特利尔工作室） - 元ユービーアイソフト所属のEmile Liangをリードプロデューサーとしてカナダに設立。
  - クアンティック・ドリーム - フランスのゲーム制作会社。2022年に買収。ネットイース初の欧州の開発拠点を獲得した。[11]
  - Mattel163 - Mattel163 Limited。アメリカの玩具メーカーマテルとネットイースが共同出資したゲーム開発を目的とした合弁会社。代表作『UNO!』

## ゲーム
互动娱乐事業群のゲーム
PCゲーム
- 『梦幻西游』
- 『大话西游 Online II』
- 『镇魔曲』
- 『Hegemon-‐King of Western Chu』[17]。

コンソール用ゲーム
- 『聖剣伝説 VISIONS of MANA』 - 発売:スクウェア・エニックス。同社との共同開発。

モバイルゲーム
- 『Invincible』
- 『カンフー・パンダ3 モバイルゲーム』
- 『The X-‐World』
- 『とある魔術の禁書目録』
- 『Survival Royale』
- 『Rules of Survival』
- 『荒野行動』
- 『創造的破壊』
- 『天下3』
- 『陰陽師シリーズ』
- 『IdentityV 第五人格』
- 『非人類学園』
- 『ライフアフター』
- 『サイバーハンター』
- 『機動都市X』
- 『重装出陣』
- 『叛逆性ミリオンアーサー』 - スクウェア・エニックスと共同開発
- 『unVEIL the world アンベイル ザ ワールド』 - 集英社ゲームズと共同開発
- 『ハリー・ポッター 魔法の覚醒』 - Warner Brosと共同開発(ポートキー・ゲームズ)
- 『The Lord of the Rings: Rise to War』 - Warner Brosと共同開発
- 『トムとジェリー:チェイスチェイス』 - Warner Brosと共同開発
- 『Bloodstained:Ritual of the Night』 - ArtPlayと共同開発
- 『Dead by Daylight Mobile』 - Behaviourと共同開発
- 『魔女のふろーらいふ』 - アカツキゲームスと共同開発

雷火事業群のゲーム
PCゲーム
- 『战意』
- 『新倩女幽魂』 - 当初のタイトルは『倩女幽魂Online』。『倩女幽魂2』に改名、後に更に『新倩女幽魂』に改名している。
- 『逆水寒』(英語:Justice Online)
- 『Revelation 天谕端游』
- 『超激斗梦境』

モバイルゲーム
- 『梦幻西游』(モバイル版)
- 『大话西游 Online』(モバイル版)
- 『隐世录』(英語:『Ghost World Chronicle』)
- 『倩女幽魂手游』
- 『遇见逆水寒』(英語:Justice Mobile)
- 『AZUREA -空の唄-』(中国語:『Revelation M 天谕手游』) - 『Revelation 天谕端游』の10年前の時代の物語。日本語版はZlonGameが運営。
- 『流星群侠传」
- 『风云岛行动』
- 『洪荒文明』
- 『忘川风华录』
- 『漫威对决』
- 『绝对演绎』

Mattel163のゲーム
- 『UNO!』(中国語:『一起优诺』) - 雷火事業群と共同
- 『Phase 10』
- 『Skip-Bo』

### ライセンス供与されたゲーム
Blizzardのゲーム（网之易が担当）
- 『World of Warcraft』 - 2009年9月に商業的に再リリース。以前は別の企業「The9 Limited」が運営を行っていた。
- 『StarCraft II: Heart of the Swarm』 - 2013年7月に中国でリリース。
- 『ハースストーン』 - 2014年1月に中国国内でリリース。モバイル版が2015年4月にリリースされた。
- 『Heroes of the Storm』 - 2015年5月に中国でオープンベータテストが開始された。
- 『Diablo III: Reaper of Souls』 - 2015年4月に中国国内でオープンベータテストが開始。
- 『オーバーウォッチ』- 中国国内での三年間のライセンス契約[17]。
- 『ディアブロイモータル』 - Blizzardと共同開発

Blizzard以外のゲーム（互动娱乐事業群の合作产品部が担当）
- Mojangの『Minecraft』(中国語:我的世界)及び『Minecraft: Pocket Edition』 - 中国国内でのライセンス契約[18]
  - 『Minecraft』関連のサードパーティ「Hypixel」の中国サーバーの運営[19]
- 『Sky星を紡ぐ子どもたち』(中国語:光遇)
- 『eFootball』(中国語:实况足球)
- 『ワールドサッカーコレクションS』(中国語:实况倶楽部)
- 『eFootball ウイコレ CHAMPION SQUADS』(中国語:『实况:王者集結』)
- 『ウイニングイレブン クラブマネージャー』(中国語:实况球会经理)
- 『人狼はウソ月』(中国語:狼人殺)
- 『遊戯王デュエルリンクス』
- 『シャドウバース』(中国語:影之詩)
- 『EVE Echoes』(中国語:星戦前夜)
- 『エクスビート』(中国語:劲舞团)
- 『World of Tanks』
- 『World of Warships』
- 『THE TRAIL』
- 『The Room Three』
- 『有殺気童話2』
- 『クロノブレード』

## 傘下スタジオ
| スタジオ名                       | 所在地                                               |
| -------------------------------- | ---------------------------------------------------- |
| NetEase Games                    | 上海、広州、杭州（中国）                             |
| NetEase Games Tokyo              | 東京（日本）                                         |
| NetEase Games North America      | カリフォルニア州ロサンゼルス（米国）                 |
| NetEase Games Montreal           | ケベック州モントリオール（カナダ）                   |
| NetEase Games Korea              | ソンナム（韓国）                                     |
| 桜花スタジオ                     | 東京（日本）、広州（中国）                           |
| グラスホッパー・マニファクチュア | 東京（日本）                                         |
| ピンクル                         | 東京（日本）                                         |
| 名越スタジオ                     | 東京（日本）                                         |
| STUDIO FLARE                     | 東京（日本）                                         |
| GPTRACK50                        | 大阪（日本）                                         |
| クアンティック・ドリーム         | パリ（フランス）                                     |
| Jackalyptic Games                | テキサス州オースティン（米国）                       |
| T-Minus Zero Entertainment       | テキサス州オースティン（米国）                       |
| Jar of Sparks                    | ワシントン州シアトル（米国）                         |
| Anchor Point Studios             | ワシントン州シアトル（米国）、バルセロナ（スペイン） |
| BulletFarm                       | カリフォルニア州ロサンゼルス（米国）                 |
| SkyBox Labs                      | ブリティッシュコロンビア州バーナビー（カナダ）       |
| Bad Brain Game Studios           | オンタリオ州トロント（カナダ）                       |
| Worlds Untold                    | バンクーバー（カナダ）                               |
| Spliced                          | マンチェスター（イギリス）                           |
| Fantastic Pixel Castle           | リモートスタジオ                                     |